# Neastacilla estadoensis
Neastacilla estadoensis är en kräftdjursart som först beskrevs av Schultz 1981.  Neastacilla estadoensis ingår i släktet Neastacilla och familjen Arcturidae. Inga underarter finns listade i Catalogue of Life.